# Alex Rider
Alex Rider är en serie spionböcker skrivna av den engelska författaren Anthony Horowitz om en ung spion som heter Alex Rider. Böckerna har översatts till svenska av Ola Jameson. Den första boken Stormvarning (Stormbreaker) kom ut på svenska 2003 och blev film 2006. Eftersom böckerna handlar om en spion har serien blivit jämförd med James Bond, och Rider är ofta nämnd som en yngre kopia av Bond.

## Bakgrund
Alex är 14 år och går på en vanlig skola i London och bor i ett hus i Chelsea med sin farbror Ian Rider och en hushållerska, Jack Starbright, som också är Alex bästa vän. Ända sedan Alex var liten har han blivit tränad av Ian Rider att bli spion utan sin vetskap, han visste inte heller att hans farbror var spion. Alex och hans farbror har ofta varit utomlands och bergsklättrat, paddlat kanot, surfat och dykt. Ian har också lärt Alex franska. Alex har tränat karate sedan han var 6 år och vid 14 års ålder har han svart bälte.

## Handling
Historien börjar med att den föräldralöse Alex Rider får reda på att hans förmyndare och farbror, Ian Rider, har dött i en bilolycka på grund av avsaknad av bilbälte. Alex bestämmer sig för att titta närmare på omständigheterna runt farbroderns död, eftersom han tycker att den verkar misstänkt, och upptäcker då att Ian var spion och arbetade för MI6. Samtidigt visar han MI6 extremt invecklade kampsportsrörelser som ingen normal 14-åring skulle klara av. Alex får reda på att hans farbror utforskade en man vid namn Herod Sayle, en libanesisk affärsman och datorentreprenör, som var på väg att donera ett revolutionerande datasystem till vartenda högstadium i Storbritannien. MI6 värvar Alex mot hans vilja och placerar honom på ett mycket ansträngande SAS-träningsläger innan de förflyttar honom till Sayles fabrik. Alex tar reda på att Herod Sayle planerar att utplåna alla Storbritanniens skolungdomar, genom ett dödligt smittkoppsvirus, lagrade i skoldatorerna, Stormbreaker, som han har skapat.

## Böckerna om Alex Rider
1. Stormvarning, 2003 (Stormbreaker)
2. Topphemligt, 2003 (Point Blanc)
3. Skelettkusten, 2004 (Skeleton Key)
4. Högt spel, 2004 (Eagle Strike)
5. Scorpia, 2005 (Scorpia)
6. Hotet från himlen, 2005 (Ark Angel)
7. Dödligt vågspel, 2007 (Snakehead)
8. Krokodilens tårar, 2008 (Crocodile Tears)
9. Scorpias hämnd, 2011 (Scorpia Rising)
10. Russian Roulette, 2013
11. Never say die, 2017
12. Secret Weapon, 2019
13. Nightshade, 2020
14. Nightshade: Revenge – förväntas släppas 2023